# Hochkreuz Alter Friedhof

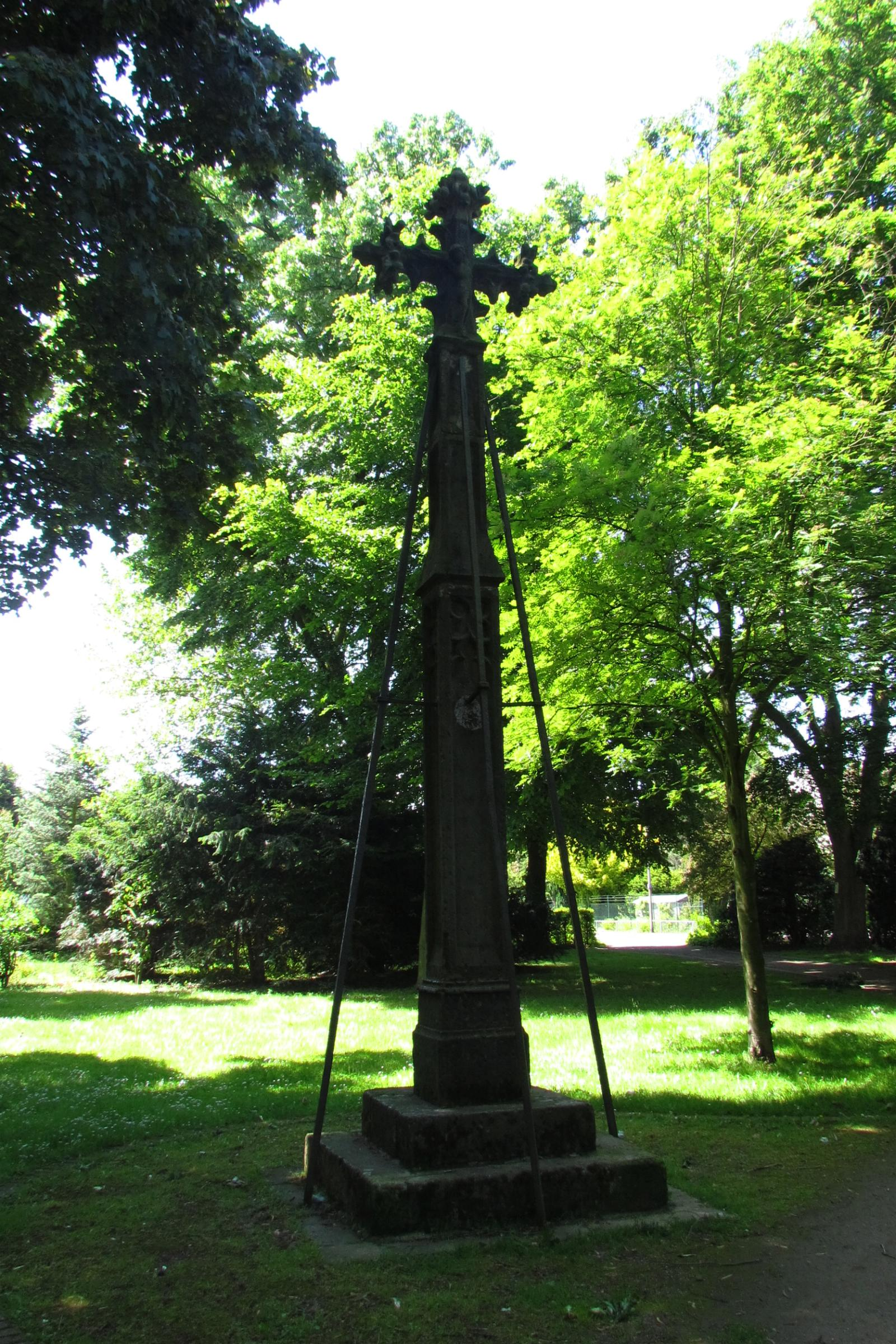
Hochkreuz Alter Friedhof

Das Hochkreuz Alter Friedhof steht in Korschenbroich im Rhein-Kreis Neuss in Nordrhein-Westfalen, Adolf-Kolping-Straße.
Das Kreuz wurde in der Mitte des 19. Jahrhunderts erbaut. Es ist unter Nr. 004 am 20. August 1985 in die Liste der Baudenkmäler in Korschenbroich eingetragen.

## Architektur
Trachyt, neugotisches Kreuz mit Korpus